# Nevelőszülő
A nevelőszülő egy felnőtt személy, aki jogosult arra, hogy ideiglenesen vagy hosszú távon gondozza azokat a gyermekeket, akik különböző okokból kifolyólag nem maradhatnak biológiai szüleik vagy más törvényes gyámjaik felügyelete alatt. A nevelőszülők fontos szerepet töltenek be a magyar gyermekvédelmi rendszerben, alternatív családi környezetet biztosítva a rászoruló gyermekek számára.

## Jogszabályi háttér
Magyarországon a nevelőszülői tevékenységet a gyermekvédelmi törvény és kapcsolódó jogszabályok szabályozzák. Ezek a törvények meghatározzák a nevelőszülők kiválasztásának, képzésének és felügyeletének szabályait, ezzel garantálva a gyermekek biztonságát és jólétét. A jogszabályok értelmében a nevelőszülőknek meg kell felelniük bizonyos pszichológiai, egészségügyi és környezeti követelményeknek.

## Képzési folyamat
A nevelőszülővé váláshoz szükséges képzés Magyarországon többkomponensű, magában foglalva elméleti és gyakorlati modulokat. A képzés célja, hogy felkészítse a jelöltek többek között a gyermekgondozási feladatokra, kríziskezelésre, és a speciális nevelési igények kezelésére. A képzés részleteiről további információt nyújt a Szociális Portál nevelőszülői képzésekről szóló oldala.

## Feladatok és kötelezettségek
A nevelőszülők elsődleges feladata a gondozásukra bízott gyermekek napi szükségleteinek biztosítása, beleértve az érzelmi támogatást, az oktatáshoz való hozzáférés biztosítását, és az egészségügyi ellátás koordinálását. Fontos, hogy a nevelőszülők támogassák a gyermek kapcsolattartását biológiai családjával, amennyiben ez a gyermek érdekeit szolgálja. A Civis Nevelőszülői Hálózat további tájékoztatást nyújt a nevelőszülők által ellátott szerepekről és feladatokról.

## Nevelőszülővé válás folyamata Magyarországon
A nevelőszülővé válás többszakaszos folyamata magában foglalja a jelentkezést, személyes interjúkat, szakértői értékeléseket, és a képzési program sikeres teljesítését. A Szent Ágota Gyermekvédelmi Szolgáltató honlapja részletes tájékoztatást nyújt a nevelőszülői pályára lépés feltételeiről és a jelentkezési eljárásról. A Benedek Elek Pedagógiai Intézet szintén kínál információkat és támogatást a leendő nevelőszülők számára.

## Nevelőszülő juttatásai
A nevelőszülők munkájuk elismeréseként különböző juttatásokban részesülnek, amelyek segítségével támogatást kapnak a gondozásukra bízott gyermekek neveléséhez. A pontos juttatásokról és a támogatási rendszerről részletes információt nyújt a Szent Ágota Gyermekvédelmi Szolgáltató honlapja.

## Kihívások és támogatás
A nevelőszülői munka jelentős kihívásokkal jár, mint például a családi dinamikák gyakori változásai és a nevelt gyermekkel való kapcsolat építésének nehézségei. A nevelőszülők munkáját állami támogatások, folyamatos továbbképzések, szupervízió és krízisintervenciós támogatás segíti.

## Összefoglalás
A nevelőszülői szerepkör létfontosságú a magyar gyermekvédelmi rendszerben. Nagyfokú elköteleződést és empátiát követel, de egyben lehetőséget is kínál arra, hogy érdemben hozzájáruljanak a rászoruló gyermekek életéhez és jövőjéhez.